# فتحعلی‌خان سردار معظم
فتحعلی خان سردار معظم (۲ مرداد ۱۲۶۵ منطقه بختیاری – ۳ مرداد ۱۳۳۵ اصفهان) سیاست‌مدار ایرانی و از خوانین ایل بختیاری بود، که در دوره‌های هشتم و نهم مجلس شورای ملی نمایندگی این ایل را به عهده داشت.
فتحعلی‌خان فرزند امیر مفخم بختیاری (دو دوره وزیر جنگ ایران در زمان قاجار) و پدر تیمور بختیار و منوچهر بختیار و همسر بی‌بی کوکب بختیار بود.